# Logan's Roadhouse
A Logan's Roadhouse é uma cadeia de restaurantes casuais com sede em Houston, Texas, Estados Unidos, fundada em 1991 em Lexington, Kentucky, Estados Unidos. Há 135 unidades da Logan's Roadhouse em vinte e dois estados.
A rede usa decorações em estilo retrô. Alguns dos estabelecimentos do Logan's têm decoração e arte inspiradas na localidade. Por exemplo, o Logan's da área de Detroit tem murais de pessoas vestindo camisas do Detroit Pistons. O cardápio da cadeia inclui bifes grelhados em mesquite, pratos tradicionais americanos, como sanduíches, sopas, saladas e frutos do mar, cerveja longneck gelada e pães caseiros com fermento.

## História
Em 1999, tornou-se uma subsidiária integral do CBRL Group, de capital aberto, que também é proprietário da Cracker Barrel. Em 6 de dezembro de 2006, o CBRL Group vendeu a Logan's Roadhouse para as afiliadas da Bruckmann, Rosser, Sherrill & Co., Canyon Capital Advisors LLC e Black Canyon Capital LLC por US$ 486 milhões. Em 2010, a empresa de private equity Kelso & Company adquiriu a empresa.
Em 20 de fevereiro de 2013, Mike Andres, ex-vice-presidente do McDonald's e ex-diretor executivo do Boston Market, substituiu Tom Vogel como diretor executivo. Em 12 de janeiro de 2017, Hazem Ouf, ex-diretor executivo da American Blue Ribbon Holdings, foi nomeado presidente e diretor executivo.
Em 8 de agosto de 2016, a Logan's Roadhouse entrou com pedido de falência e anunciou planos para fechar dezoito de suas 256 unidades que estavam com baixo desempenho. Foi relatado que a cadeia estava lutando com dívidas pesadas e vendas em queda. Os locais que fecharam no final de setembro de 2016 incluem, na Flórida, dois em Kissimmee e Orlando, e um em Mary Esther, Tampa e Tallahassee; um em cada uma dessas cidades: Macon, Geórgia; Houston, Texas; Lafayette, Luisiana e Waynesboro, Virgínia.
Em 1º de dezembro de 2016, a Logan's Roadhouse saiu formalmente da falência com uma dívida reduzida de cerca de US$ 400 milhões para US$ 100 milhões.
Em 1º de novembro de 2018, a Logan's Roadhouse anunciou que foi adquirida pela CraftWorks Restaurants & Breweries.
Em 3 de março de 2020, a Craftworks entrou com pedido de proteção contra falência, Capítulo 11. Em 19 de março de 2020, todos os locais abertos do Logan's foram temporariamente fechados em meio à pandemia de COVID-19. Em 4 de abril de 2020, a Craftworks anunciou que todos os locais do Logan's Roadhouse permaneceriam fechados indefinidamente e que todos os 18.000 funcionários seriam demitidos.
Em 12 de junho de 2020, a SPB Hospitality comprou os restaurantes da Craftworks fora da falência por US$ 93 milhões.